# 港墘站

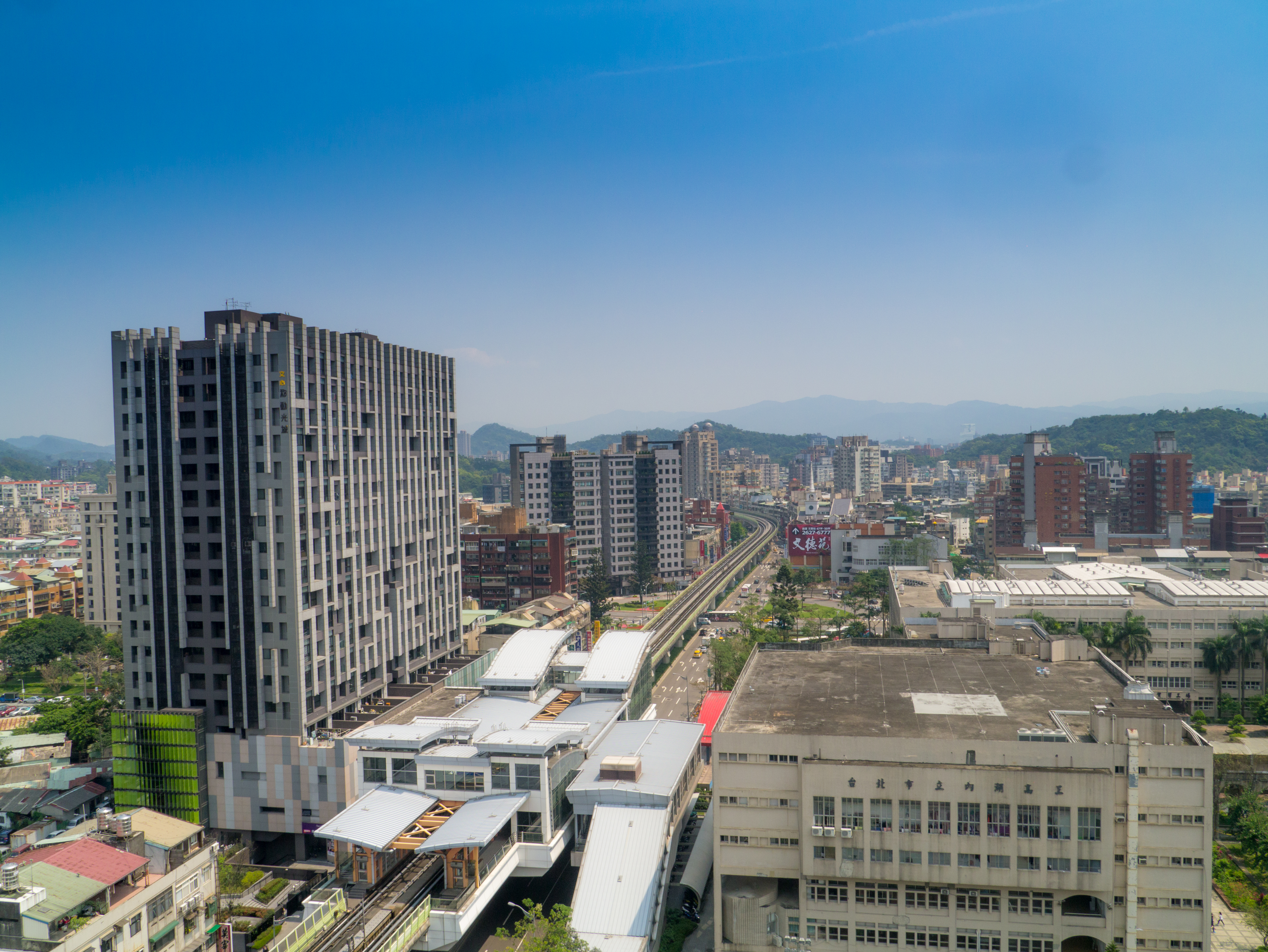
港墘站與右側臺北市立內湖高級工業職業學校

港墘站位於台灣台北市內湖區，為台北捷運文湖線（內湖線）沿線的高架捷運站。位於內湖路上，鄰近內湖高工，車站編號為BR17。

## 歷史
2009年2月22日：港墘站實質完工；7月4日：隨著內湖線正式通車而啟用（p. 229）。

## 車站構造
高架三層車站，二個側式月台，兩個出入口。

### 車站樓層
| 地上 四樓            | 連通層                                                         | 月台連絡天橋 |
| 地上 三樓            |                                                                |              |
| 南側穿堂 （接1月台） | 服務台、自動售票機、驗票閘門 電扶梯往出口2                     |              |
| 側式月台，右側開門   |                                                                |              |
| 一月台               | ← 文湖線 往南港展覽館方向（BR18 文德站）                       |              |
| 二月台               | 文湖線 往動物園方向（BR16 西湖站）→                            |              |
| 側式月台，右側開門   |                                                                |              |
| 北側穿堂 （接2月台） | 服務台、自動售票機、驗票閘門 洗手間（付費區外）、電扶梯往出口1 |              |

| 地面   |        |
| 出入口 | 出入口 |

### 車站出口
出口1位於車站東北側，出口2位於車站西南側，所有出口均設有無障礙電梯
| 出入口                                  | 圖片 | 位置            |
| --------------------------------------- | ---- | --------------- |
| 出入口1                                 |      | 內湖路一段667巷 |
| 出入口2                                 |      | 內湖高工        |
| 註： 設有手扶梯\|設有無障礙電梯往返地面 |      |                 |

## 利用狀況
根據2024年12月資料，本站每日旅運量約為32,659，在台北捷運各站中排行第53名。
| 年   | 年間      | 年間      | 年間       | 年間  | 單日平均 | 單日平均 |
| 年   | 上車      | 下車      | 上下車計   | 來源  | 上車     | 上下車   |
| ---- | --------- | --------- | ---------- | ----- | -------- | -------- |
| 2009 | 1,059,583 | 1,036,845 | 2,096,428  | [ 4 ] | 58,866   | 5,744    |
| 2010 | 2,731,036 | 2,708,846 | 5,439,882  | [ 4 ] | 7,482    | 30,055   |
| 2011 | 3,414,345 | 3,413,231 | 6,827,576  | [ 4 ] | 9,354    | 18,706   |
| 2012 | 3,721,790 | 3,759,161 | 7,480,951  | [ 4 ] | 10,169   | 20,440   |
| 2013 | 3,930,284 | 3,967,379 | 7,897,663  | [ 4 ] | 10,768   | 21,637   |
| 2014 | 4,208,634 | 4,210,880 | 8,419,514  | [ 4 ] | 11,531   | 23,067   |
| 2015 | 4,530,990 | 4,512,517 | 9,043,507  | [ 4 ] | 12,414   | 24,777   |
| 2016 | 4,640,970 | 4,644,651 | 9,285,621  | [ 4 ] | 12,680   | 25,371   |
| 2017 | 4,745,328 | 4,746,324 | 9,491,652  | [ 4 ] | 13,001   | 26,005   |
| 2018 | 5,135,874 | 5,087,487 | 10,223,361 | [ 4 ] | 14,071   | 28,009   |

## 公共藝術
本站設有公共藝術「內湖桃花源」，位於1號出入口樓梯端牆，內湖地區民眾集體創作及捐贈的作品。

## 相片集

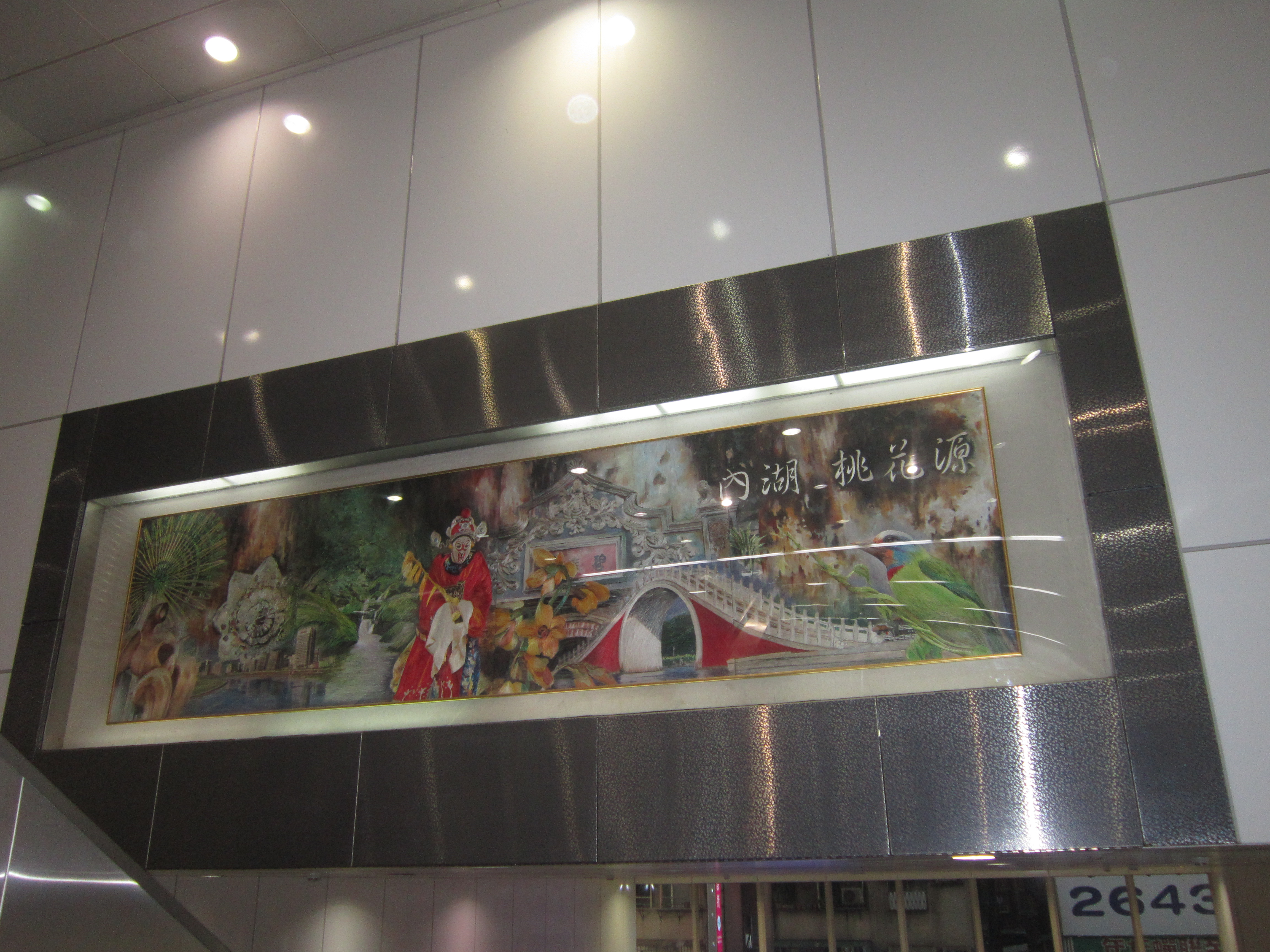
港墘站1號出入口電扶梯正上方的公共裝置藝術品「內湖·桃花源」
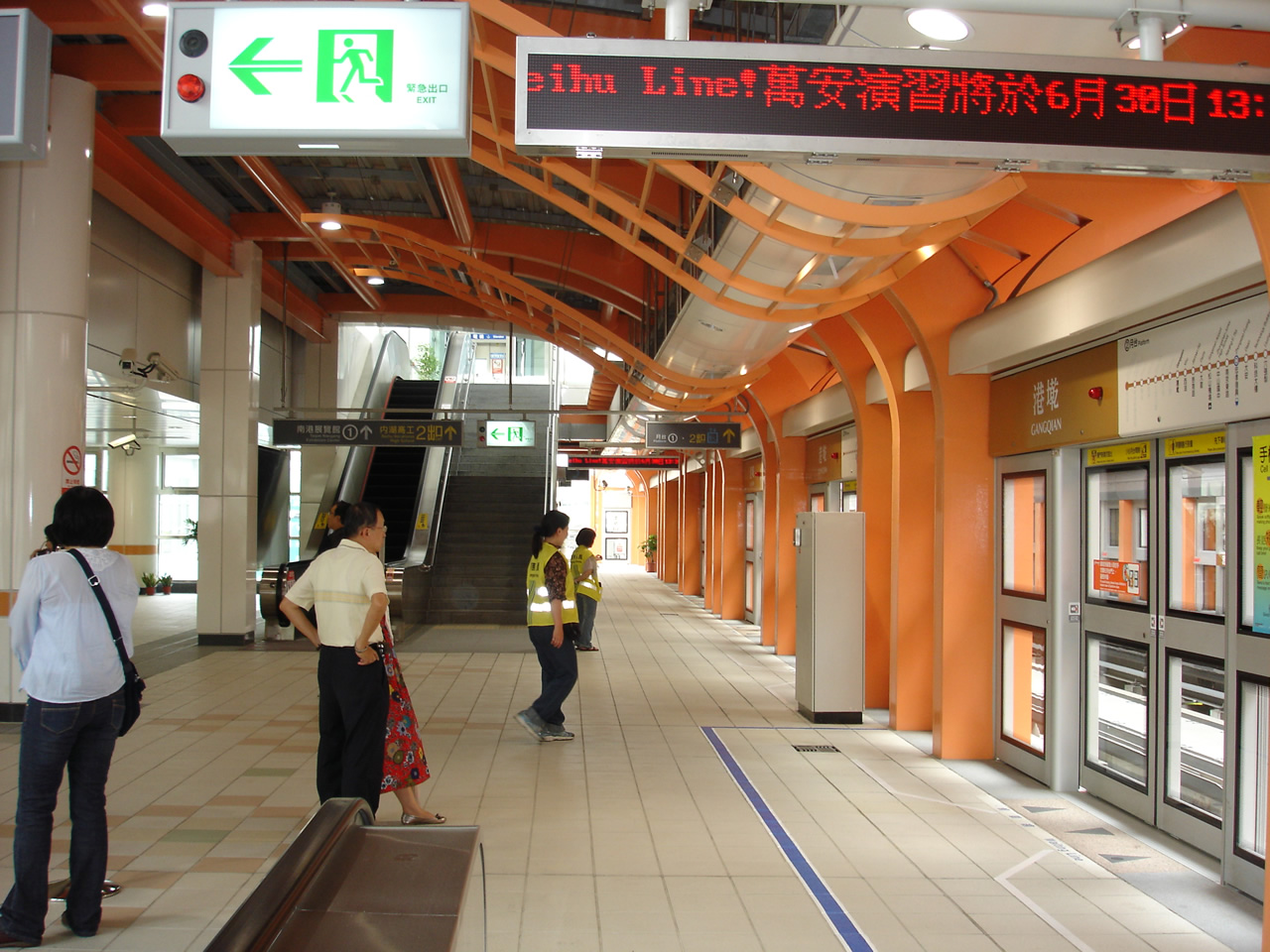
港墘站往動物園站方向的月台
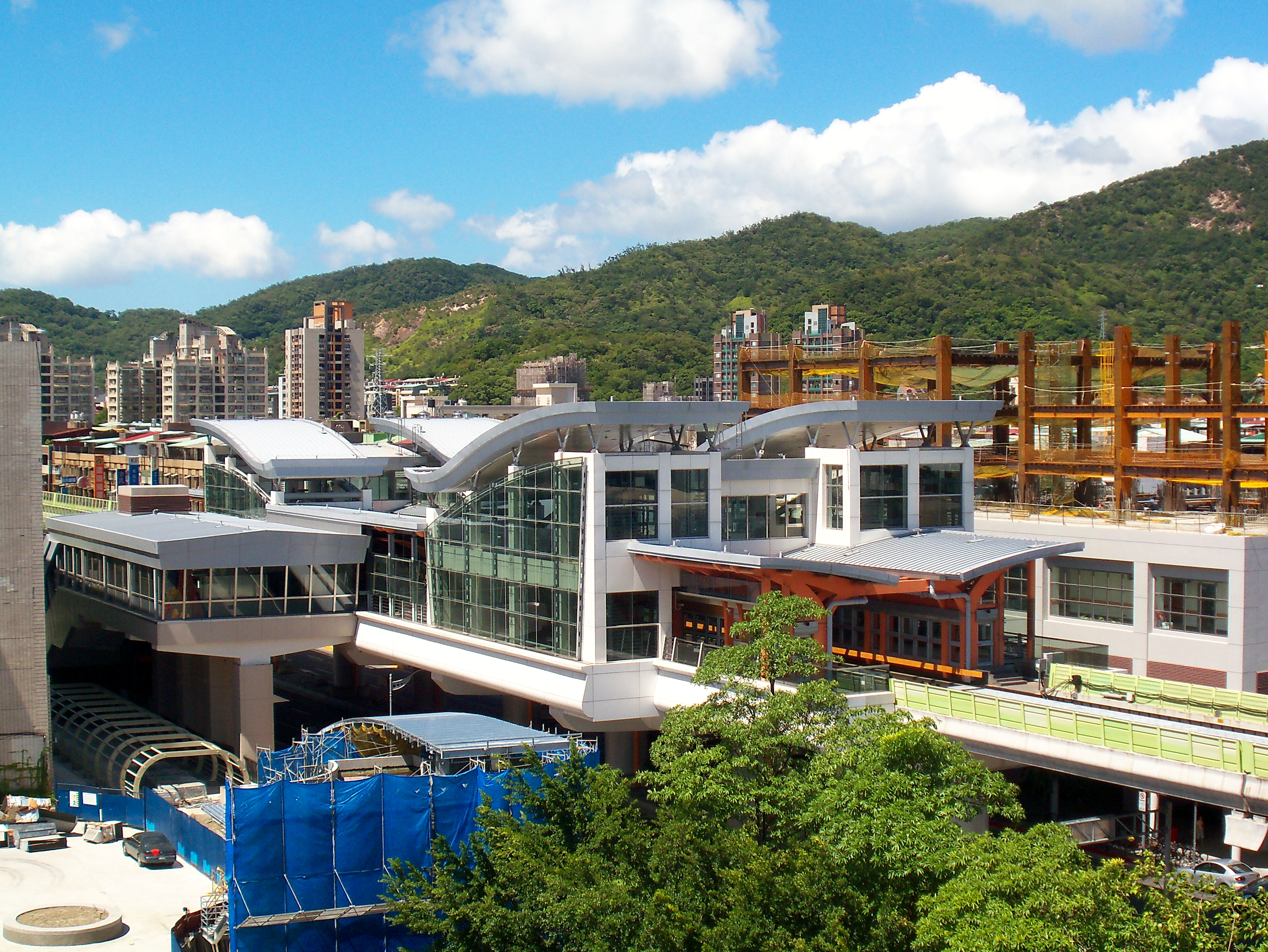
遠眺港墘站及施工中的捷運共構大樓

## 車站周邊
- 台北花市
- 臺北市立內湖高級工業職業學校
- 內湖社區大學
- 臺北市立麗山高級中學
- 臺北市立麗山國民中學
- 臺北市內湖區麗山國民小學
- 臺北市公共自行車租賃系統
  - 捷運港墘站(1號出口)
  - 捷運港墘站(2號出口)
- 臺北市立圖書館西湖分館
- 內湖科技園區
- 臺北市政府警察局內湖分局港墘派出所
- 臺北市政府警察局內湖分局西湖派出所
- 內湖凱旋酒店
- 北市內湖運動中心
- 港墘公園
- 西湖公園
- 洲子2號公園

## 公車資訊
| 編號           | 經營業者           | 區間                       | 備註                                                        |
| -------------- | ------------------ | -------------------------- | ----------------------------------------------------------- |
| 28             | 指南客運           | 大直－市政府               |                                                             |
| 214            | 中興巴士           | 中和－內湖                 |                                                             |
| 222            | 大都會客運         | 內湖－衡陽路               |                                                             |
| 247            | 光華巴士           | 東湖－台北車站             |                                                             |
| 247區間車      | 光華巴士           | 東湖－捷運圓山站           |                                                             |
| 267            | 光華巴士           | 天母－捷運大湖公園站       |                                                             |
| 268            | 光華巴士           | 大直－天母                 | 例假日停駛。                                                |
| 286副線        | 大都會客運         | 行天宮－福德街             |                                                             |
| 287區間車      | 大都會客運         | 東湖－台北橋               |                                                             |
| 北環幹線(620)  | 光華巴士、大有巴士 | 北士科－中華科技大學       |                                                             |
| 646            | 欣欣客運           | 東湖－捷運劍潭站           | 原646區間車                                                 |
| 681            | 光華巴士           | 東湖－陽明山               | 原110                                                       |
| 683            | 光華巴士           | 北士科－南港高工           | 原620區間車                                                 |
| 946            | 三重客運           | 林口－內湖科技園區         | 回程經過此站。 屬於新北市區公車。                           |
| 946副線        | 三重客運           | 林口－內湖科技園區         | 回程經過此站。 例假日停駛。 屬於新北市區公車。 行經南勢街。 |
| 內湖幹線       | 大都會客運         | 東湖－衡陽路               | 原287                                                       |
| 紅2            | 光華巴士           | 汐止社后－捷運圓山站       |                                                             |
| 藍7            | 光華巴士           | 故宮－捷運市政府站         | 直行舊宗路                                                  |
| 藍7副線        | 光華巴士           | 故宮－捷運市政府站         | 行經行善路                                                  |
| 藍26           | 三重客運           | 舊宗路－捷運市政府站       |                                                             |
| 內科通勤專車19 | 三重客運           | 捷運市政府站－內湖科技園區 | 例假日停駛                                                  |
| 跳蛙公車       | 三重客運           | 五股－內湖科技園區         | 例假日停駛                                                  |

## 腳註

### 來源資料
1. ↑   (新闻稿). 台北捷運. 2016-04-11  [2016-04-11]. （原始内容存档于2016-04-11） （中文（臺灣））.
2. 1 2  . 臺北大眾捷運股份有限公司. 2021-01-15.
3. ↑  徐榮崇. . 臺北市文獻委員會. 2015年12月  [2020-01-05]. ISBN 9789860469875. （原始内容存档于2020-12-07）. 國家圖書館
4. ↑  臺北捷運公司. . 2019-02-26  [2019-06-08]. （原始内容存档于2020-11-28）. 臺北市統計資料庫查詢系統
5. ↑  . 臺北市政府捷運工程局.   [2023-11-27]. （原始内容存档于2023-11-27）.

- 臺北市商業處-商圈介紹-內湖量販店區 （页面存档备份，存于）

## 外部連結
- 臺北大眾捷運股份有限公司 （页面存档备份，存于）
- 臺北市政府捷運工程局 （页面存档备份，存于）
- 港墘站位置圖（台北捷運公司） （页面存档备份，存于）
- 港墘站車站剖面相關位置圖（台北捷運公司） （页面存档备份，存于）